# اچ‌دی ۱۲۹۱۱۶

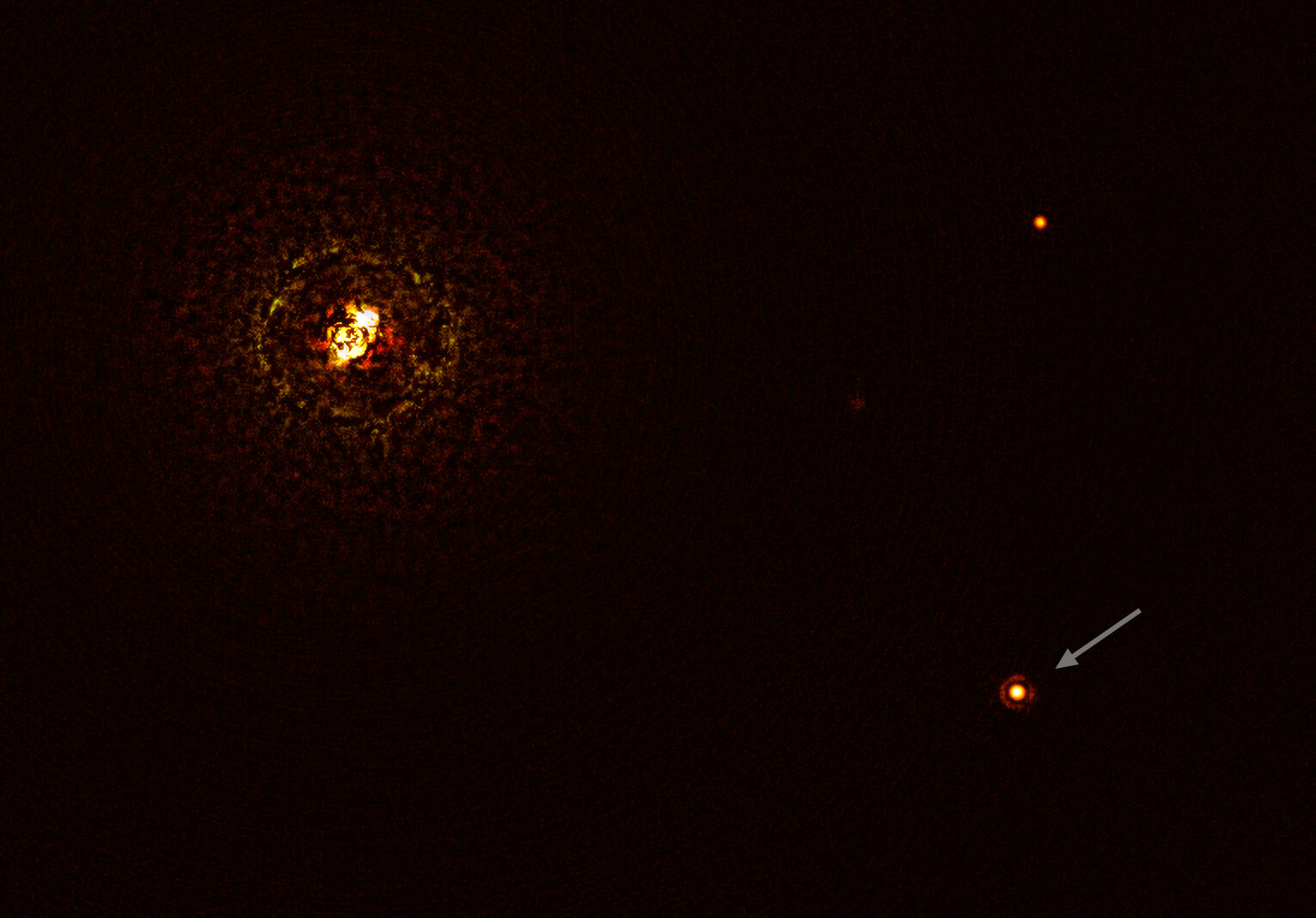
ستارهٔ اچ‌دی ۱۲۹۱۱۶ (مشخص‌شده با علامت) در منظومهٔ خورشیدی – ۲۰۲۱

اچ‌دی ۱۲۹۱۱۶ یک ستاره است که در صورت فلکی قنطورس قرار دارد.